# (2187) La Silla
(2187) La Silla es un asteroide perteneciente al cinturón de asteroides descubierto el 24 de octubre de 1976 por Richard Martin West desde el Observatorio de La Silla, Chile.

## Designación y nombre
La Silla se designó inicialmente como 1976 UH.
Más adelante fue nombrado por La Silla, montaña chilena donde se encuentra el Observatorio Europeo Austral.

## Características orbitales
La Silla está situado a una distancia media del Sol de 2,535 ua, pudiendo alejarse hasta 2,836 ua y acercarse hasta 2,235 ua. Tiene una excentricidad de 0,1185 y una inclinación orbital de 13,26°. Emplea 1475 días en completar una órbita alrededor del Sol.